# آكل العسل الفوردياني
آكل العسل الفوردياني (الاسم العلمي: Meliphaga fordiana) هو نوع من الطيور يتبع جنس آكل العسل من فصيلة آكلات العسل.